# Gonçalo Santa Clara Gomes
Gonçalo Aires Santa Clara Gomes GCC • GOIH • GCM (Lisboa, 19 de novembro de 1939 - Lisboa, 8 de março de 2019), diplomata português, foi embaixador de Portugal junto do Conselho da Europa e das Nações Unidas, em Genebra e Nova Iorque, e presidiu à delegação portuguesa da Comissão internacional de limites entre Portugal e Espanha.
Gonçalo Aires Santa Clara Gomes, nasceu em 19 de novembro de 1939, em Lisboa. Licenciado em Direito pela Universidade de Lisboa, foi aprovado no concurso de admissão aos lugares de adido de legação, aberto, pelo Ministério dos Negócios Estrangeiros (Portugal), em 14 de outubro de 1963. Faleceu, em Lisboa, em 8 de março de 2019.

## Carreira diplomática

### Embaixadas e missões onde esteve colocado
- na Embaixada de Portugal em Caracas (1 de agosto a dezembro de 1966);[2][1]
- encarregado de negócios, interino, na Embaixada de Portugal em Manágua (31 de dezembro de 1966 a dezembro de 1970);[2][1][4]
- na Embaixada de Portugal em Roma (18 de outubro de 1974 a maio de 1976);[2][1]
- representante permanente de Portugal junto da FAO (Organização das Nações Unidas para Alimentação e Agricultura) (Roma, junho de 1976 a março 1978);[2][1]

- na Embaixada de Portugal em Pretória (7 de abril de 1978 a outubro de 1980);[2][1]

- na Embaixada de Portugal em Madrid (23 de agosto de 1983 a julho de 1988);[2][1]

- representante permanente de Portugal junto do Conselho da Europa (Estrasburgo, 28 de setembro de 1990 a dezembro de 1995);[2][1]

- representante permanente de Portugal junto das Nações Unidas e Organismos Internacionais, sediados em Genebra, nomeadamente, Alto Comissariado das Nações Unidas para os Refugiados, Comissão das Nações Unidas para os Direitos Humanos, Comitê Internacional da Cruz Vermelha / Movimento Internacional da Cruz Vermelha e do Crescente Vermelho, Conferência das Nações Unidas sobre Comércio e Desenvolvimento, Escritório do Alto-comissário das Nações Unidas para os Direitos Humanos, Organização Internacional do Trabalho, Organização Internacional para as Migrações, Organização Meteorológica Mundial, Organização Mundial do Comércio, Organização Mundial da Propriedade Intelectual, Organização Mundial da Saúde, União para a Proteção das Obtenções Vegetais e União Internacional de Telecomunicações (27 de janeiro de 1995 a maio de 1999);[2][1]

- embaixador na Embaixada de Portugal em Haia (junho de 1999 a setembro de 2002);[2][1][5]

- representante permanente junto das Nações Unidas, em Nova Iorque (setembro de 2002 a dezembro de 2004).[1][6]

### Cargos na Secretaria de Estado em Lisboa
- adido de legação (8 de junho de 1964 a julho de 1966);[2][1]

- chefe da Repartição da Europa e América da Direcção-geral dos Negócios Políticos (novembro de 1980 a julho de 1983);[2][1]

- subdirector-geral dos Negócios Políticos e Económicos (16 de agosto de 1988 a agosto de 1990);[2][1]

### Promoções
- A terceiro-secretário de embaixada em 1 de agosto de 1966;[2][1]

- A segundo-secretário de embaixada em 31 de dezembro de 1968;[2][1]

- A primeiro-secretário de embaixada em 7 de dezembro de 1974;[2][1]

- A conselheiro de embaixada em 15 de dezembro de 1979;[2][1]

- A ministro plenipotenciário de 2.ª classe em 27 de dezembro de 1985;[2][1]

- A ministro plenipotenciário de 1.ª classe em 8 de agosto de 1990;[2][1]

- A embaixador em 19 de setembro de 1995;[2][1]

## Outras funções
- auditor do 40.º curso do Colégio de Defesa da NATO, em Roma (10 de fevereiro a 23 de julho de 1972);[2][1]

- presidente da delegação portuguesa da Comissão Internacional de Limites entre Portugal e Espanha (dezembro de 2005)[1][7][8][9][10][11]

## Condecorações e distinções
Recebeu numerosas distinções, entre elas:

### Ordens honoríficas de Portugal
Foi condecorado, pelo presidente da República Portuguesa, com:
- Grã-Cruz da Ordem do Mérito (8 de novembro de 1990);[1][12]

- Grande-Oficial da Ordem do Infante D. Henrique (22 de abril de 1989);[2][1][12]

- Grã-Cruz da Ordem Militar de Cristo (18 de janeiro de 2006)[12]

### Ordens honoríficas de outros Estados
- Grã-cruz da Ordem de Orange e Nassau, dos Países Baixos;[1]

- Grande-oficial da Ordem de Isabel, a Católica, de Espanha;[2][1]

- Oficial da Ordem do Mérito, da França;[2][1]

- Comendador da Ordem de Leopoldo II, da Bélgica;[2][1]

- Comendador da Ordem do Rio Branco, do Brasil;[2][1]

- Comendador da Ordem da Bandeira, da Hungria;[2][1]

- Comendador da Ordem do Mérito, da Itália;[2][1]

- Comendador da Ordem da Bandeira, da Jugoslávia;[2][1]

- Comendador da Ordem de Miguel de Larreynaga, da Nicarágua;[2][1]

- Comendador da Ordem de São Silvestre, da Santa Sé;[1][2]

## Alguns escritos publicados
- «A diplomacia pura»; 2003; Centro de Documentação do Instituto de Estudos Estratégicos e Internacionais (IEEI);[13]
- «ONU, a paz e a segurança internacionais», Faculdade de Economia da Universidade de Coimbra, Coimbra, 2005;[14]
- «A escolha de um secretário-geral para a ONU»; revista Relações Internacionais; 28 de julho de 2006; Instituto Português de Relações Internacionais da Universidade Nova de Lisboa;[15]
- «Entre Ironia e Cumplicidade»; Revista Negócios Estrangeiros, n.º 14, abril de 2009; pp. 302-303; Instituto Diplomático do Ministério dos Negócios Estrangeiros.[16]

## Obras em que é referenciado
- Ramos, Flávio Daniel de Oliveira Araújo; «A diplomacia portuguesa no processo de autodeterminação timorense (evoluções entre 1974–1999)» - dissertação de mestrado em Ciência política e relações Internacionais; 2010; Universidade Nova de Lisboa, páginas: 82, 93, 147 e 148;[17]
- Xavier, Ana Isabel; «A Organização das Nações Unidas»; 2007; Humana global[14]